# David Leite
David Leite (Fall River, ) é um escritor e empresário luso-americano. É autor do sítio "Leite's Culinaria", e duas vezes vencedor do Prémio James Beard.

## Biografia
Leite nasceu em Fall River, Massachusetts, e foi criado em Swansea. Filho de pai açoriano, de Maia e mãe norte-americana de origem açoriana.

## Carreira
Escreveu no New York Times, Martha Stewart Living, Bon Appétit, Saveur, Food & Wine, Gourmet, Food Arts, Men's Health, Los Angeles Times, Chicago Sun Times, The Washington Post, e outras publicações nos Estados Unidos e no exterior. Leite venceu o Prémio James Beard (2008) para o Melhor Jornal Sem Receitas. Ele também ganhou em 2006 e 2007 o Prémio James Beard de Melhor Sítio da Internet de Comida. Leite foi quatro vezes nomeado para o Prémio Bert Greene para o Jornalismo Culinário, que venceu em 2006. Também recebeu vários prémios da Associação de Jornalistas Culinários. O seu trabalho tem sido destaque no Best Food Writing (ISBN 1-56924-416-2) catorze vezes desde 2001. Leite foi um contribuidor no The Morning News. Ele também foi recorrente convidado no Today Show, o programa de rádio de Martha Stewart, Living Today apresentado por Mario Bosquez, e Connecticut Style. Ele foi ouvido na Good Food com Evan Kleiman, o programa de Lucinda Scala Quinn, Mad Hungry Monday e de vários programas da National Public Radio. Leite apareceu no programa United Stuff of America do History Channel 2, e no programa Beat Bobby Flay do canal Food Network. Ele lê os seus artigos e colunas, bem como atua como correspondente, no programa de rádio público sobre alimentação The Splendid Table, apresentado por Lynne Rossetto Kasper. Em 2012, ele serviu um convidado de Cooking Today na rádio de Martha Stewart. Em 2013, ele começou a transmitir o podcast Talking With My Mouth Full. Em agosto de 2009, o seu primeiro livro, The New Portuguese Table: Exciting Flavors From Europe's Western Coast, foi publicado por Clarkson Potter, e venceu em 2010, Prémio Julia Child de Melhor Primeiro Livro. Um humorista, Leite traz uma distorcida e engraçada sensibilidade para o mundo dos alimentos.
O seu último livro Notes on a Banana: A Memoir of Food, Love, and Manic Depression, foi publicado no dia 11 de abril de 2017, pela editora Dey Street Books, uma divisão da HarperCollins.

## Vida pessoal
Leite, vive em Nova Iorque e Roxbury, Connecticut. Em 2004, tornou-se um cidadão de Portugal.

## Prémios
- Prémios da Associação de Jornalistas Culinários
- Prémios James Beard[17]
- Prémios Bert Greene
- Nomeação para o Hall da Fama da Culinária[18]
- Prémio CIAP/Julia Child de Melhor Primeiro Livro

## Obras
- Notes on a Banana: A Memoir of Food, Love, and Manic Depression. Dey Street Books: 2017.
- The New Portuguese Table: Exciting Flavors From Europe's Western Coast. Clarkson Potter: 2009.